# Булле, Этьен-Луи
Этьен-Луи Булле (фр. Étienne-Louis Boullée, 12 февраля 1728, Париж — 4 февраля 1799, Париж) — французский архитектор-неоклассицист, работы которого оказали значительное влияние на современных архитекторов и оказывают влияние по сей день. Представитель французской школы мегаломанов.

## Биография

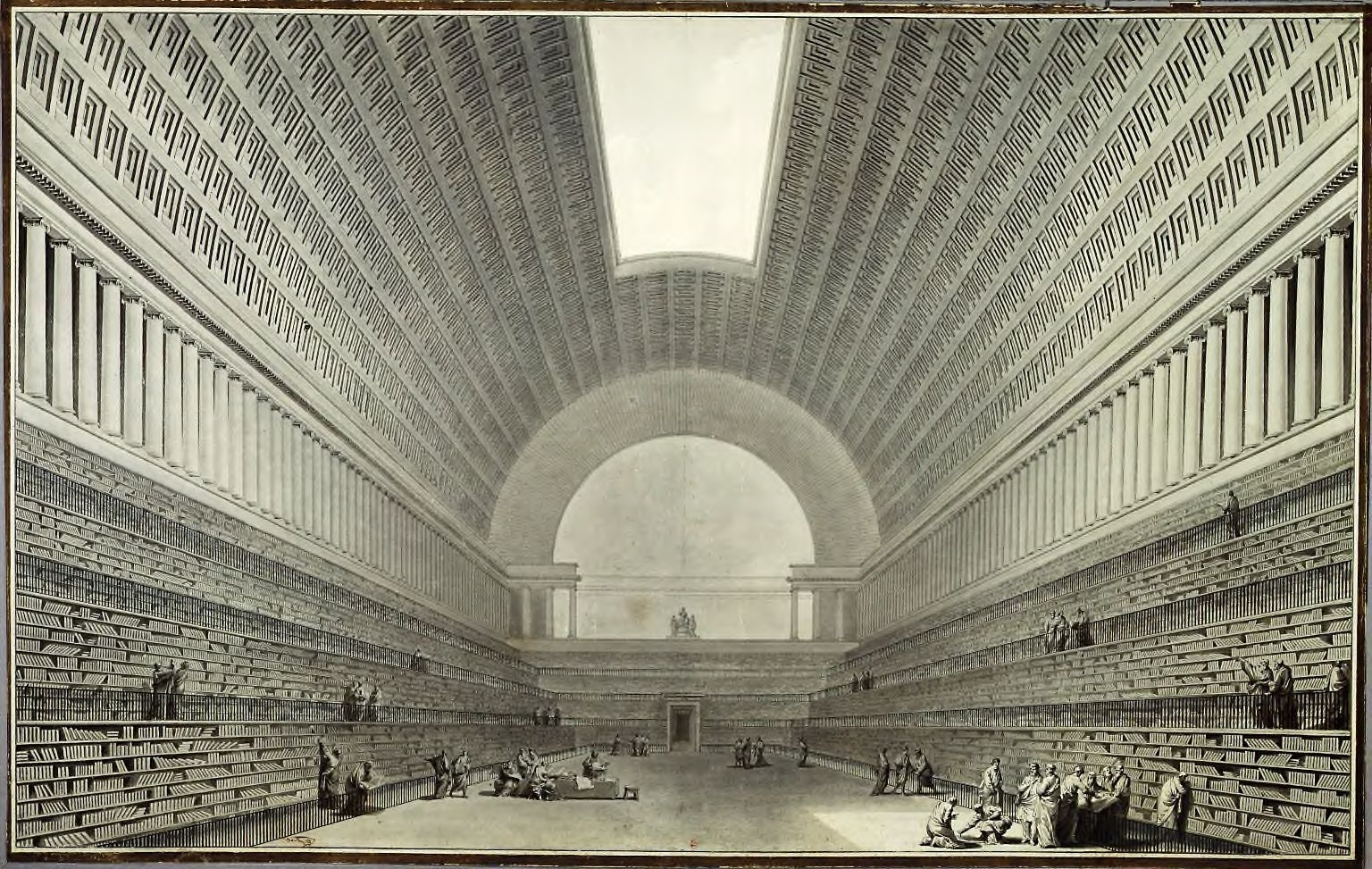
Проект читального зала Королевской библиотеки в Париже. 1785

Родился в Париже. Учился у Жака-Франсуа Блонделя, Жермена Бофре и Жана-Лорана Леже. Под их началом изучил классическую архитектуру Франции XVII—XVIII веков в её популярном понимании и неоклассицизм, получивший развитие во второй половине столетия. Был избран в Королевскую академию архитектуры в 1762 году и стал главным архитектором при Фридрихе II, (по преимуществу почётное звание). Спроектировал некоторое количество частных домов с 1762 по 1778 годы; большая часть из них до настоящего времени не сохранилась. Среди сохранившихся работ необходимо отметить Hôtel Alexandre и Hôtel de Brunoy, оба в Париже. Вместе с Клодом-Николя Леду Булле был одной из наиболее влиятельных фигур французской неоклассической архитектуры.

## Геометрический стиль
Наиболее ярко Булле проявил себя в качестве преподавателя и теоретика Национальной школы мостов и дорог (École Nationale des Ponts et Chaussées) между 1778 и 1788 годами, сформировав свой особенный абстрактный геометрический стиль, источником вдохновения для которого послужили формы классической архитектуры. Характерной чертой его индивидуального стиля был отказ от декоративных элементов, значительное увеличение масштабов построек.

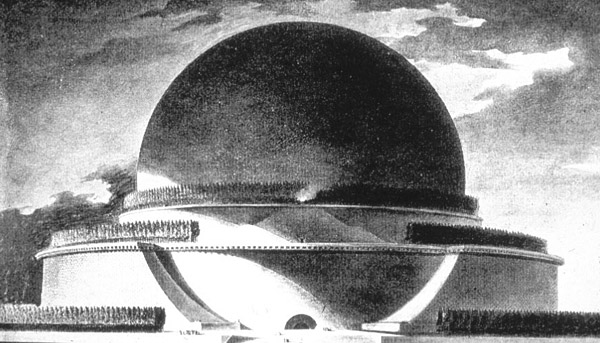
Памятник Ньютону. Проект. 1784

Булле был сторонником идеи, согласно которой архитектурные сооружения должны во внешних формах оптимально выражать своё назначение: функцию и идеологию. Подобный метод критики назвали «говорящей архитектурой» (architecture parlante); он был присущ архитектурной школе Боз-ар второй половины XIX века. Наиболее яркий пример творчества Булле — проект кенотафа Исаака Ньютона, в форме сферы 150-метровой высоты, врезанной в круглый фундамент с кипарисами наверху. Проект, как и многие другие идеи Булле, не был реализован, но сохранился в гравюре и имел значительное воздействие на других архитекторов школы мегаломанов.

## Наследие
Идеи Булле оказали заметное влияние на современников, не в последнюю очередь благодаря его роли в обучении других выдающихся мастеров: Жана-Франсуа Шальгрена, Александра Теодора Броньяра, Жана-Николя-Луи Дюрана. Некоторые его работы увидели свет только в XX веке; его книга «Архитектура, очерк об искусстве» (Architecture, essai sur l’art), в которой Булле отстаивал идеи «эмоционального неоклассицизма», была опубликована только в 1953 году. Издание включало работы архитектора с 1778 по 1788 годы, в основном проекты общественных зданий, мало осуществимых из-за их большого размера.
За пристрастие Булле к грандиозным проектам его часто характеризовали как мегаломана и визионера одновременно. Его излюбленные приёмы — противопоставление крупных масс и использование контрастов света и тени — были в высшей степени новаторскими, они продолжают оказывать влияние на творчество современных архитекторов. Булле был открыт заново в XX веке; среди архитекторов, на которых он оказал влияние был Альдо Росси.